# Ciklookten
Ciklookten je cikloalken sa osmočlanim prstenom. On je najmanji stabilni cikloalken koji može da postoji kao bilo cis- ili trans-izomer, pri čemu je cis-izomer rasprostranjeniji. Njegov najstabilniji cis konformer ima oblik krunskog etra sa alternirajućim ekvatorijalnim i aksijalnim vodonicima slično konformaciji stolici cikloheksana. Njegov najstabilniji trans-konformer ima oblik kao 8-ugljenik ekvivalentna konformacija stolice cikloheksana.
|                 |                   |
| cis-Cyclooctene | trans-Cyclooctene |